# Budynek archiwum medycznego przy ulicy Cieszyńskiego we Wrocławiu
Kamienica przy ulicy Cieszyńskiego – zabytkowy budynek mieszczący dawniej archiwum medyczne dawnego wojewódzkiego szpitala im. J. Babińskiego przy ulicy Cieszyńskiego 1 we Wrocławiu.
Według listy zabytków NID, budynkowi przypisano nr 1. Przed 1945 rokiem budynek był wpisany pod numerem 6.

## Historia budynku

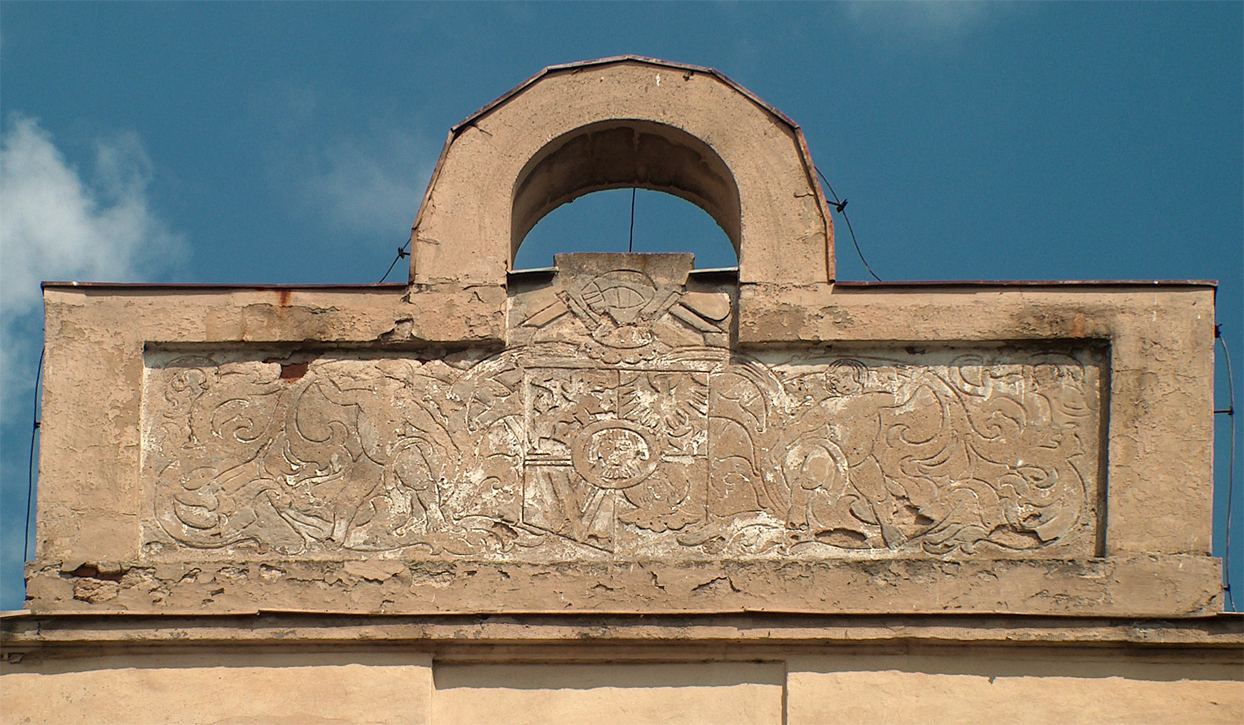
Słabo widoczna i niszczejąca płycina z herbem Wrocławia

Budynek został przedstawiony na grafice Friedricha Bernharda Wernhera z 1755 roku. Stoi prawdopodobnie na fundamentach dawnej furty wodnej z 1526 roku. Budynek stanowił część zespołu budynków szpitala Wszystkich Świętych założonego w 1523 roku. Pierwotnie w budynku (po 1802 roku) znajdowała się apteka a następnie archiwum medyczne. Obok budynku apteki znajdowała się wówczas brama szpitalna prowadząca na dziedziniec szpitalny (w 1863 roku wzniesiono nową reprezentatywna bramę szpitalną od ul. Wszystkich Świętych). W 1873 roku zaprojektowano budynek Instytutu Patologii. Od tego budynku po 1945 roku poprowadzono łącznik z budynkiem archiwum medycznego, gdzie znajdowała się, w części piwnicznej, kaplica. Do niej przywożono łącznikiem ciała z prosektorium.
Budynek nie został zniszczony w 1945 roku. Zaczął pełnić funkcję archiwum medycznego oraz kaplicy. Obok niego nadal znajdował się wjazd do szpitala, który od 1945 roku nosił nazwę Wojewódzkiego Szpitala Zespolonego im. Józefa Babińskiego. Szpital istniał do 2008 roku.

## Architektura
Budynek wolnostojący, trzykondygnacyjny, podpiwniczony wzniesiony na planie ściętego od strony wschodniej prostokąta. Elewacja południowa trzyosiowa z duża bramą wejściową, zachodnia 5-osiowa z wejściem bocznym w osi środkowej. Budynek pokryty dachem kalenicowym zamkniętym od strony południowej, trójstopniową ściana imitującą szczyt z prostokątną płyciną przedstawiającą m.in. herb Wrocławia. Płycina była w 1987 roku poddana konserwacji, obecnie jest zniszczona i mało widoczna. Budynek w 2023 roku był pustostanem a jego stan techniczny z roku na rok pogarsza się.